# Esquirol dels matolls de Swynnerton
L'esquirol dels matolls de Swynnerton (Paraxerus vexillarius) és una espècie de rosegador de la família dels esciúrids. És endèmic de les muntanyes de l'Arc Oriental de Tanzània. El seu hàbitat natural són els boscos tropicals humits de montà. És una espècie en risc mínim, és a dir, no sembla que hi hagi cap amenaça significativa per a la seva supervivència.
L'espècie fou anomenada en honor de l'entomòleg britànic Charles Francis Massy Swynnerton.